# Ахмед аль-Сенусси
Принц Ахмед Аль-Зубайр аль-Сенусси, также известный как Зубейр Ахмед Эль-Шариф, (араб. أحمد الزبير الشريف السنوسي‎ род. 1933)  — ливийский политик, политзаключенный, член королевской династии Сенусси. Находился в заключении 31 год.

## Биография
Ахмед аль-Сенусси является племянником Идриса I, единственного короля Ливии, и был назван в честь своего деда Ахмеда Шарифа ас-Сенусси. Окончил Военную академию Ирака в 1958 году. В 1961 году он женился на Фатиле.
В 1969 году Муамар Каддафи захватил власть в Ливии в результате военного переворота. Вместе со своим братом Ахмед аль-Сенусси стремился заменить правительство Каддафи и дать народу шанс выбирать между монархией или конституционной республикой. В 1970 году его арестовали и приговорили к смертной казни; однако в 1988 году его приговор был заменен дополнительными тюремными заключениями. Первые девять лет наказания он был в одиночной камере. После того, как его выпустили из одиночной камеры, он находился в камере с многочисленными узниками, включая Омара Эль-Харири. После перевода в тюрьму Абу-Салим в 1984 году он узнал, что его жена скончалась. Он получил помилование на 32-ю годовщину прихода Каддафи к власти в 2001 году и получил компенсацию 131 000 ливийских динаров (107 300 долларов США) и ежемесячную пенсию в размере 400 ливийских динаров (314,62 долларов США).
27 октября 2011 года Европарламент наградил его вместе с ещё четырьмя арабами премией Сахарова за свободу мысли.
6 марта 2012 года Ахмед аль-Сенусси был объявлен лидером самопровозглашенного Переходного совета Киренаики.